# Vladimir Nabokov
Vladimir Nabokov (eredeti nevén Vlagyimir Vlagyimirovics Nabokov, Владимир Владимирович Набоков; Szentpétervár, 1899. április 22. – Montreux, 1977. július 2.) orosz származású amerikai író, fordító, kritikus, lepkész, sakkfeladványszerző. Anyanyelvén és angolul írt.

## Élete
Nabokov Szentpétervárott született gazdag és befolyásos családban, mint legidősebb fiú. Édesapja Vlagyimir Dmitrijevics Nabokov, édesanyja Jelena Ivanovna Rukavisnyikova. Gyermekkorát későbbi visszaemlékezéseiben (Speak, Memory) tökéletesnek nevezte. A család oroszul, angolul és franciául beszélt, így a kis Vlagyimir három nyelven nevelkedett. Hazafias érzelmű édesapja csalódására előbb tanult meg angolul írni-olvasni, mint oroszul. Az 1917-es oroszországi forradalom elől a család egy krími birtokra menekült, ahol 18 hónapot töltöttek. Szentpétervárra többé nem tudtak visszatérni, a fehérgárdisták 1919-es veresége után pedig száműzetésbe vonultak Nyugat-Európába. A család egy időre Angliában telepedett le, ahol Vladimir a cambridge-i Trinity College-ban bővítette ismereteit a szláv és latin nyelvekből.
Apját 1922-ben Berlinben orosz monarchisták tévedésből meggyilkolták. Az igazi célpont Pavel Miljukov, az Alkotmányos Demokrata Párt száműzetésben élő elnöke volt, akinek abban az időben Nabokov apja menedéket nyújtott. Nabokov művészetében örök nyomot hagyott ez az emlék. Több regényében sújt le a végzet hirtelen, előre nem látható módon a szereplőkre. A Gyér világ (Pale Fire) című regényében a költő Shade-et egy orgyilkos véletlenül lelövi, amikor egy volt királyra fogja fegyverét. Röviddel apja halála után anyja és nővére Prágába költöztek; Nabokov Berlinben maradt, ahol megtalálta helyét az orosz emigráns művészek közösségén belül mint elismert költő és író. Oroszul írt műveit vagy tíz évig V. Szirin név alatt publikálta. Berlinben teniszleckéket is adott, hogy könnyítsen anyagi helyzetén.
1922-ben Nabokov eljegyezte Svetlana Siewert, de mivel nem volt állandónak nevezhető munkája, az eljegyzés 1923 elején felbomlott. 1923 májusában megismerkedett Vera Jevszejevna Szlonyimmal, és 1925-ben összeházasodtak. 1934-ben megszületett egyetlen gyermekük, Dmitrij. 1937-ben Berlinből Párizsba költöztek, majd 1940-ben a háború elől az Egyesült Államokba menekültek. A család Manhattanben (New York) telepedett le, ahol Nabokov állást kapott egy múzeumban (American Museum of Natural History). New Yorkban ismerkedett meg Edmund Wilson amerikai íróval és kritikussal, aki felhívta Nabokovra bizonyos szerkesztők és kiadók figyelmét.
1941-ben Nabokov alkalmazást talált az összehasonlító irodalom előadójaként a Wellesley College (Wellesley, Massachusetts állam) egyetemen. Ez a pozíció, melyet kizárólag az ő számára hoztak létre, biztosította a család megélhetését, és így Nabokov belemélyedhetett az írásba és a lepkék tanulmányozásába. Az egyetemen orosz tanszéket alapított. A család Cambridge-ben (Massachusetts) élt. 1945-ben Nabokov megkapta az amerikai állampolgárságot. Ugyanebben az évben értesült arról, hogy Szergej nevű öccse egy náci koncentrációs táborban vesztette életét.
Nabokov az Egyesült Államok számos pontján tartott előadásokat; az 1947–48-as szemeszterben egy személyben képviselte a Wellesley-ben az orosz nyelv és irodalom tagozatot. 1948-tól a Cornell Egyetemen (Ithaca, New York állam) tanított orosz és európai irodalmat. Előadásai széles körű tudást árultak el, diákjai előadói stílusát briliánsan szatirikusnak nevezték. 1953-ban családjával az Oregon állambeli Ashlandbe költözött; itt fejezte be Lolita című regényét, verseket írt, és lepkegyűjtő szenvedélyének hódolt. 1953. október 1-jén Ithacába települtek át.

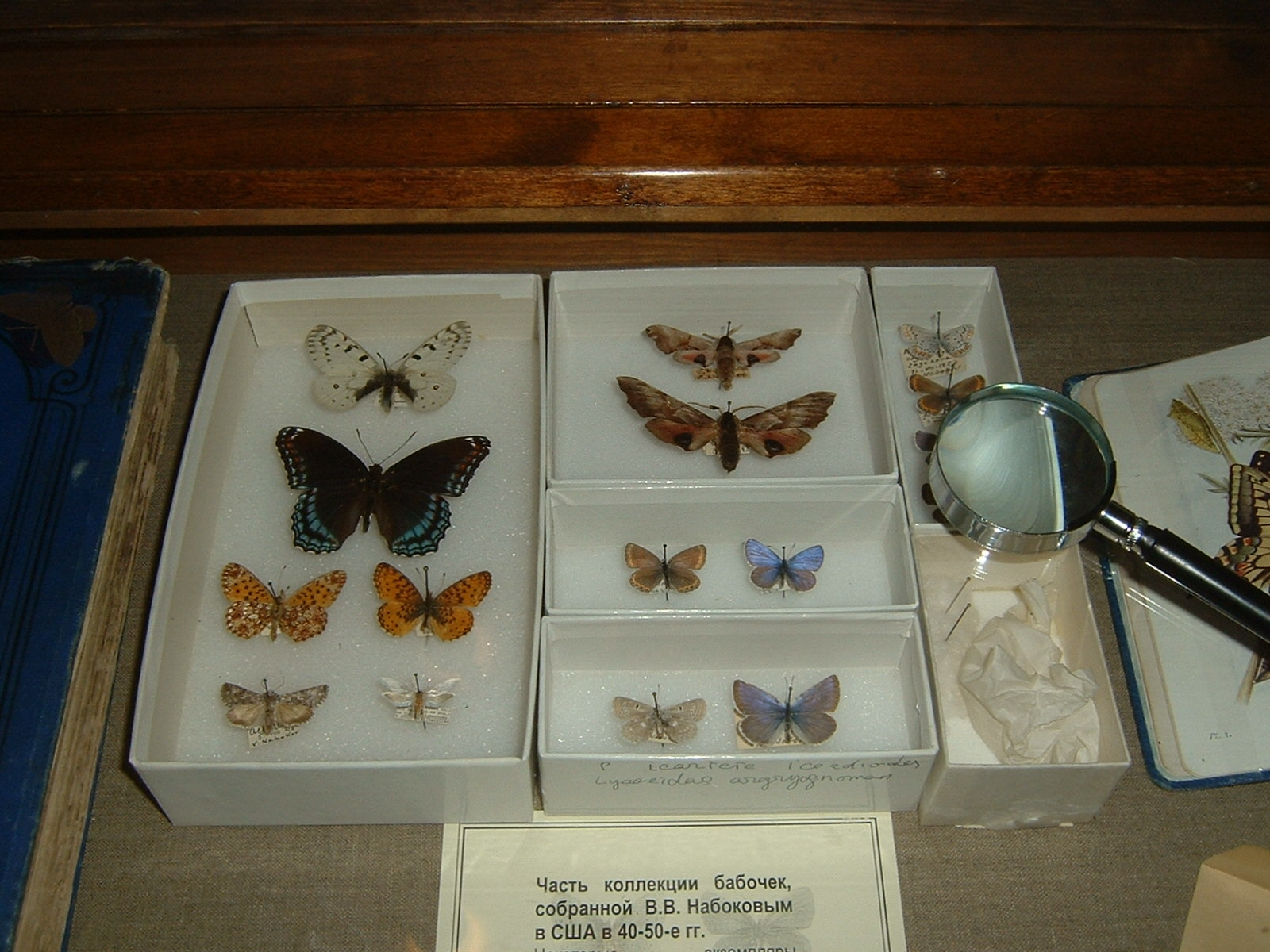
Nabokov által gyűjtött pillangók

A Lolita sikere után Nabokov visszatért Európába és életét az írásnak szentelte. 1960-tól haláláig a svájci Montreux-ben, a Montreux Palace Hotelben lakott feleségével. Innen intézte üzleti ügyeit, és szervezte meg lepkevadászatait az Alpokba, Korzikába és Szicíliába. 1976-ban ismeretlen eredetű lázzal kórházba került. 1977-ben ismét bevitték egy lausanne-i kórházba, ahol súlyos, hörghurutos vértolulásban halt meg július 2-án. Maradványait elhamvasztották, majd elhelyezték a Montreux melletti Clarens falu temetőjében.
A halála körüli időkben The Original of Laura című regényén dolgozott. Megkérte feleségét és fiát – mint irodalmi hagyatéka megbízottjait –, hogy halála után égessék el a kéziratot. Ezt azonban egyikük sem volt képes megtenni. A befejezetlen regény körülbelül 125 kézzel írt indexkártyából áll, és az író halála óta egy svájci bank páncélszekrénye őrzi. Miután Vera Nabokov 1991-ben meghalt, egyedül Dmitrij, és egy második, ismeretlen személy férhet csak a páncélszekrényhez. A kézirat egyes részeit megmutatták néhány, Nabokovot tanulmányozó tudósnak. 2008 áprilisában Dmitrij kijelentette, lehet, hogy a regényt ki fogja adatni.

## Munkássága
Regények, kisregények, versek, színdarabok, fordítások, előadások tartoznak életművébe orosz és angol nyelven. Műveiben a modernizmus és a posztmodernizmus irányzatait követte. Írásaira jellemző az összetett cselekmény, a sokszor tekervényes szójáték és a betűrím. Nabokov háromnyelvű neveltetése meghatározta művészi munkásságát. Korai orosz nyelvű írásai közül sokat maga fordított angolra, másokat fia, Dmitrij közreműködésével. Mint író, hitt az egyéniség fontosságában, és visszautasított minden olyan ideológiát, amely korlátozza az egyéni szabadságot és kifejezésmódot. Ezek közé sorolta a diktatórikus rendszereket, sőt, még Freud pszichoanalízisét is; az utóbbit gyakran parodizálta műveiben.
Első kilenc regényét oroszul írta, de a nemzetközi elismerést, mint elsőrendű prózaíró, angol nyelven írt műveivel nyerte el. Lolita című regényét (1955) gyakran emlegetik mint legismertebb és legfontosabb művét. Témája miatt (egy felnőtt férfi vonzalma egy tizenkét éves lányhoz) a könyv nagy visszhangot, sőt felháborodást keltett publikálása után. Ezután az 1962-ben megjelent Pale Fire (Gyér világ) és az 1969-es Ada című regényeivel biztosította helyét a huszadik század legelismertebb írói között. Sokak szerint a Gyér világ című regénye a legjobb. Ada, a leghosszabb, nem váltott ki egyértelműen pozitív kritikusi véleményt.
Nabokov Anyegin (Puskin) angol fordítása sem talált kedvező visszhangra. Puskin epikus művét az orosz lelkivilágról rímekben írta meg, míg Nabokov rímtelen prózára fordította. Ezért sokan kritizálták irodalmi berkekben, közöttük a befolyásos Edmund Wilson amerikai kritikus is, aki segítette pályája elindításában. Kritikusai azzal vádolták, hogy fordításával csak rontott Puskin költői nyelvezetén.
Művészetére erős befolyással volt szinesztéta mivolta. A szinesztéták idegrendszerében bizonyos érzéki tapasztalatok (önkéntelenül) más jellegű érzék bizonyos emlékeit idézik fel. Egyes szinesztéták például a leírt számokat mindig színesnek látják, sőt, ugyanazt a számjegyet mindig ugyanolyan színűnek. Az ilyen szinesztéta előtt a betűk nemcsak felidéznek egy színt, hanem azokat eleve színesnek látja. Nabokov gyakran átruházta ezt a tulajdonságát egy-egy regénybeli karakterére. A Baljós kanyar (Bend Sinister) című könyvében egy Krug nevű szereplő a lojalitás szót egy napsütötte arany villának látja.
1948-ban a Cornell Egyetemen (Cornell University, Ithaca, New York állam) irodalmi instruktorrá nevezték ki. Itt kerültek felszínre erősen egyéni, az írásművészettel kapcsolatos nézetei. Diákjainak azt tanította, hogy az irodalomnak nem az erkölcsi nevelés a célja. A regény nem kell, hogy véleményt hordozzon, sokkal fontosabb, hogy esztétikai élvezetet nyújtson – ehhez pedig a legtöbb figyelmet a mű formai, stilisztikai, szerkezeti kialakítására kell fordítani. Nabokovot bírálói túlságosan steril írónak, tehát inkább esztétának, nyelvtudósnak tartják, aki nem másért írt regényt, mint a nyelv összefüggéseinek vizsgálatáért. Visszautasított minden, szerinte általános, azaz konvencionális ötletet, mellyel egyesek egy regény elbírálását vagy élvezetét megközelítik. Példaképpen James Joyce Ulysses című regényét hozta fel: az olvasóknak inkább a karakterekre kellene koncentrálniuk, kísérni őket Dublin utcáin, ahelyett, hogy az írek történelmét követnék, mely egyes kritikusok szerint lényeges a regény megértéséhez. Tíz évig tartó instruktori állása folyamán Nabokov bemutatta a Cornell Egyetem diákjainak az irodalom nagyjait, ezek között Charles Dickens regényeit, ötvenperces előadások keretében. Hallgatói élvezték előadásait.
Nabokov regényeit többen kritizálták a jellemfejlesztés elégtelensége miatt. Példának felhozható Danilo Kiš jugoszláv származású író „Nabokov, or Nostalgia” (Nabokov, vagy nosztalgia) című tanulmánya. Kiš ezt írta: „Nabokov művészete egy nagyszerű, komplex, de steril művészet”. Jevgenyij Jevtusenko orosz költő egy interjú alkalmából ezt mondta róla: „Nabokov prózájából kihallani a sebészeti szerszámok zörejét”. Ennek ellenére Nabokov munkássága jelentős befolyást gyakorolt a 20. század íróira, és ez a befolyás a mai napig tart. Saját hazájában csak a glasznoszty ideje alatt adhatták ki írásait, amikor 1988-ban Gorbacsov engedélyezett egy ötkötetes kiadást Nabokov műveiből.
Mint minden íróra, rá is hatottak elődei: Anton Csehov, Franz Kafka, Gustave Flaubert, Gogol, Edgar Allan Poe, Marcel Proust, Lev Tolsztoj.
Nabokov mint rovartani kutató is kiváló volt. Mivel hosszú rovargyűjtő karrierje alatt soha nem tanult meg kocsit vezetni, feleségére, Verára kellett hagyatkoznia, hogy eljuthasson gyűjtőhelyeire. Az 1940-es években mint kutató dolgozott a Harvard-i múzeumnál (Museum of Comparative Zoology at Harvard University), és ő volt felelős a múzeum lepkegyűjteményének megszervezéséért. Ezen a területen írásai erősen technikai jellegűek. Munkája iránti tiszteletből egy egész lepkenemet neveztek el róla (Nabokovia), s a neve előfordul több más lepkefaj nevében is.
Emigráns évei alatt Nabokov elég sok időt töltött sakkfeladványok felállításával és megoldásukkal is. Ezek nagy részét a Poems and Problems című emigráns lap publikálta.

## Művei

### Regényei
- 1930 Végzetes végjáték/A Luzsin-védelem (Защита Лужина, regény) (2000-ben Végzetes végjáték című filmadaptáció)
- 1932 Camera obscura (Камера Обскура, regény)
- 1938 Meghívás kivégzésre (Приглашение на казнь, regény)(Invitation for a Beheading)
- 1941 Sebastian Knight valódi élete (The real life of Sebastian Knight, regény)
- 1947 Baljós kanyar (Bend Sinister, regény)
- 1953 Pnyin professzor (Pnin, regény)
- 1955 Lolita (regény)
- 1962 Gyér világ (Pale fire, regény)
- 1964 Anyegin (Puskin eredetijéből, oroszból angolra való fordítás)
- 1972 Áttetsző testek (Transparent Things, regény)
- 1969 Ada vagy Ardor: Családkrónika, regény)(Ada or Ardor: A Family Chronicle)
- 1974 Look at the Harlequins! (quasi-regény)
- 1977 The Original of Laura (befejezetlen regény)

#### Orosz nyelven írt művei
- 1926 Masenyka (Машенька); angol fordítása: Mary (1970)
- 1928 Korolj, dama, valet (Король, дама, валет); angol fordítás: King, Queen, Knave (1968)
- 1930 Zascsita Luzsina (Защита Лужина); angolul: The Luzhin Defense vagy The Defense *(1964) (Film: Végzetes végjáték, 2000)
- 1930 Szogljadataj (Соглядатай) (Eavesdropper)
- 1932 Podvig (Подвиг (Deed)); angolul: Glory (1971)
- 1933 Kamera Obszkura (Камера Обскура); angolul: Camera Obscura (1936) vagy Laughter in the Dark (1938)
- 1934 Otcsajanyije (Отчаяние); angolul: Despair (1937, 1966)
- 1936 Priglasenyije na kazny (Приглашение на казнь; angolul: Invitation to a Beheading
- 1938 Dar (Дар); angolul: The Gift (1963)
- Volsebnyik (Волшебник); angolul: The Enchanter (1985) (kiadatlan novella, 1939)

### Novellagyűjtemények
- 1930 vozvrascsenyje korba ("The Return of Chorb"). V. Sirin néven, oroszul írt tizenöt novella és huszonnégy vers
- 1938 szogljadataj ("The Eye"). Tizenhárom novella oroszul (V. Sirin).
- 1947 Kilenc rövid történet
- 1956 Veszna v Fialtye i drugije rasszkazi (Angolul: "Spring in Fialta and other stories")
- 1958 Nabokov's "tucatja": Tizenhárom történet (Újra kiadva a "Spring in Fialta" és a "First Love and Other Stories" című kötetekben)
- 1966 Nabokov's Quartet
- 1968 Nabokov's Congeries (Nabokov összeállításai); újra kiadva mint The Portable Nabokov (Hordozható Nabokov) (1971)
- 1973 A Russian Beauty and Other Stories
- 1975 Tyrants Destroyed and Other Stories
- 1976 Details of a Sunset and Other Stories
- 1995 The Stories of Vladimir Nabokov (változat a címre: The Collected Stories; novellái teljes gyűjteménye)
- 2005 Cloud, Castle, Lake

#### Oroszul írt novelláinak angol címe
- "The Wood-Sprite"
- "Russian Spoken Here"
- "Sounds"
- "Wingstroke"
- "Gods"
- "A Matter of Chance"
- "The Seaport"
- "Revenge"
- "Beneficence"
- "Details of a Sunset"
- "The Thunderstorm"
- "La Veneziana"
- "Bachmann"
- "The Dragon"
- Christmas"
- "A Letter That Never Reached Russia"
- "The Fight"
- "The Return of Chorb"
- "A Guide to Berlin"
- "A Nursery Tale"
- "Terror"
- "Razor"
- "The Passenger
- "The Doorbell"
- "An Affair of Honor"
- "The Christmas Story"
- "The Potato Elf"
- "The Aurelian"
- "A Dashing Fellow"
- "A Bad Day"
- "The Visit to the Museum"
- "A Busy Man"
- "Terra Incognita"
- "The Reunion"
- "Lips to Lips"
- "Orache"
- "Music"
- "Perfection"
- "The Admiralty Spire"
- "The Leonardo"
- "In Memory of L. I. Shigaev"
- "The Circle"
- "A Russian Beauty"
- Breaking the News"
- "Torpid Smoke"
- "Recruiting"
- "A Slice of Life"
- "Spring in Fialta"
- "Cloud, Castle, Lake"
- "Tyrants Destroyed"
- "Lik"
- "Vasiliy Shishkov"
- "Ultima Thule"
- "Solus Rex"

#### Franciául írt novella
- Mademoiselle O

### Fordításai
Nabokov legtöbb orosz nyelven írt munkáját maga fordította angolra, majd később fia, Dmitrij segítségével. Három nyelven való nevelkedése nyomot hagyott művészetén. Egy nyelvről egy másikra való váltást egy olyan lassú éjszakai utazáshoz hasonlította, ahol egy szál gyertyán kívül más világítás nincs. Két, angol nyelven írt könyvét, a Lolitát és a Conclusive Evidence címűt (önéletrajzi könyve első verziója) szintén maga fordította oroszra.
Franciából oroszra
- (1922) Romain Rolland Colas Breugnon című regénye

Angolból oroszra
- (1923) Alice's Adventures in Wonderland (Аня в стране чудес)

Oroszból angolra
- (1945) Three Russian Poets (Három orosz költő): Válogatás Puskin, Lermontov és Tyutcsev műveiből. Angol kiadás: Pushkin, Lermontov, Tyutshev: Poems (1947)
- (1958) A Hero of Our Time, by Mikhail Lermontov. (Fia, Dmitrij közreműködésével)
- (1960) The Song of Igor's Campaign: An Epic of the Twelfth Century
- (1964) Eugene Onyegin, by Aleksandr Pushkin, in prose. Includes "Notes on Prosody" ("Jegyzetek a verselemzésről") Revised edition (1975).

### Kritikai munkák
- 1944 Nikolai Gogol
- 1963 Notes on Prosody (Jegyzetek a verselemzésről; később megjelent „Pushkin Eugene Onyegin”-jében is)
- 1980 Lectures on Literature
- 1980 Lectures on Ulysses. Facsimiles of Nabokov's notes.
- 1981 Lectures on Russian Literature
- 1983 Lectures on Don Quixote

### Magyarul megjelent regényei
- Lolita; Regény; ford., utószó Békés Pál; Árkádia, Bp., 1987
- Végzetes végjáték; ford. Horváth Sz. István; Európa, Bp., 1990 (Európa zsebkönyvek)
  - (A Luzsin-védelem címen is)
- Meghívás kivégzésre; ford. Bratka László, utószó M. Nagy Miklós; Európa, Bp., 1991 (Európa zsebkönyvek)
- Pnyin professzor; ford. Zentai Éva; Magvető, Bp., 1991
- Camera obscura; ford. Vári Erzsébet, jegyz. M. Nagy Miklós; Európa, Bp., 1994 (Európa zsebkönyvek) (Nevetés a sötétben címen is)
- Baljós kanyar; ford. M. Nagy Miklós; Nagyvilág, Bp., 1997 (Nagyvilág könyvek)
- Áttetsző testek; ford., jegyz. M. Nagy Miklós; Európa, Bp., 1998
- Sebastian Knight valódi élete; ford. Barkóczi András, jegyz. M. Nagy Miklós; Európa, Bp., 2002
- Szólj, emlékezet!; ford. Pap Vera-Ágnes; Európa, Bp., 2006
- Kétségbeesés; ford. Pap Vera-Ágnes; Európa, Bp., 2007
- Nevetés a sötétben; ford. Vári Erzsébet; Európa, Bp., 2007 (Camera obscura címen is)
- Tündöklés; ford. Hetényi Zsuzsa; Európa, Bp., 2007
- Ada avagy Ardisi tüzek. Családi krónika; ford. M. Nagy Miklós; Európa, Bp., 2008
- A Luzsin-védelem; ford. Horváth Sz. István; Európa, Bp., 2008 
  - (Végzetes végjáték címen is, oroszból fordítva)
- Gyér világ; ford. Tótfalusi István; Európa, Bp., 2008
- A szem / A bűvölő. Két kisregény; ford. Széky János, Szilágyi Mihály; Európa, Bp., 2009
- Adomány; ford. Pap Vera-Ágnes; Európa, Bp., 2010
- Király, dáma, bubi; ford. Vargyas Zoltán; Európa, Bp., 2011
- Laura modellje. Meghalni élvezet; közread. Dmitri Nabokov, ford., jegyz. Dunajcsik Mátyás; Európa, Bp., 2011
- Másenyka; ford. Hetényi Zsuzsa; Európa, Bp., 2011
- Nézd a harlekint!; ford. Pap Vera-Ágnes; Európa, Bp., 2012
- Egy naplemente részletei. Összegyűjtött elbeszélések I.; Európa, Bp., 2014
- Első szerelem. Összegyűjtött elbeszélések II.; Európa, Bp., 2015
- Lolita; ford. Békés Pál, és egy interjú, ford. M. Nagy Miklós; Helikon, Bp., 2019
- Pnyin; ford. Hetényi Zsuzsa; és egy interjú, ford. M. Nagy Miklós; Helikon, Bp., 2021

## Fordítás
- Ez a szócikk részben vagy egészben  a   Vladimir Nabokov című angol Wikipédia-szócikk fordításán alapul.  Az eredeti cikk szerkesztőit annak laptörténete sorolja fel. Ez a jelzés csupán a megfogalmazás eredetét és a szerzői jogokat jelzi, nem szolgál a cikkben szereplő információk forrásmegjelöléseként.